# 札幌市立あいの里東中学校
札幌市立あいの里東中学校（さっぽろしりつ あいのさとひがしちゅうがっこう）は北海道札幌市北区にある中学校である。「あい中」と略すことが多い。昔から合唱に力を入れている。合唱部も強く、全日本合唱コンクールやNHK全国学校音楽コンクールにも出場しており、数々の記録を残している。また、保健体育の実技の授業にも力を入れており、実践的なスキルを身につけることができる。

## 部活動
- 運動部
  - バスケットボール部（男女）
  - バドミントン部（男女）
  - サッカー部 - 2003年全国大会出場、16強進出
  - 野球部-2025年全道大会出場
  - ソフトテニス部（男女）
  - クリケット部-2022年世界大会出場、8強進出
  - 陸上部（男女） - 2015年全国大会3年連続出場、2017年女子北海道中学駅伝チーム優勝、全国中学女子駅伝48位、男子2016年・2017年ベスト8進出、2018年全国大会/ジュニアオリンピック2年連続出場、2019年/男女混合1600m走日本中学生記録達成、2024年全道大会女子4×100mリレー優勝/北海道記録、大会記録更新、2024年全国大会女子4×100mリレー準優勝/北海道記録更新、2025年全道大会4×100mリレー優勝
  - 相撲部（女子）
  - 卓球部（男女）
- 文化部
  - 合唱部 - 全日本合唱コンクール全国大会に北海道支部代表として出場し、2007年に金賞、2008年・2019年に銅賞を受賞。帯広での大会では、北海道代表として選ばれた。NHK全国学校音楽コンクール全国大会に北海道ブロック代表として出場し、2005年・2017年に優良賞、2003年・2007年に銅賞受賞。
  - 美術部
  - 工芸部
  - 演劇部

## 校区
以下の小学校の通学区域。札幌ニュータウン「あいの里」全域　(ただし、あいの里2条1丁目・3条1丁目・4条1丁目の地域を除く)。また、2002年にJR札沼線の南側、総面積49haのニュータウン開発で作られた南あいの里も校区となっている。
- 札幌市立鴻城小学校
- 札幌市立あいの里西小学校
- 札幌市立あいの里東小学校

### アクセス
- JR札沼線（学園都市線）あいの里公園駅下車 徒歩5分
- 北海道中央バス栄20番　あいの里東公園下車徒歩1分

## 生徒数
2024年（令和6年）5月21日現在、1年生267人（8クラス）、2年生253人（7クラス）、3年生4545人（7クラス）、特別支援学級16人（1クラス）、合計786人となっている。

## 出身者
- 伊藤祐輝 - 俳優
- MAIKO  - 歌手（元ZONE）、タレント
- 山田航 - 歌人
- 小坂菜緒‐アイドル（日向坂46）
- 瀬戸環奈‐AV女優

## 不祥事
2024年（令和6年）4月10日、生徒267名の個人情報が載った書類を社会科担当の女性教諭（鈴木）が一時紛失し、この書類を見た一部の生徒（テニス部）が内容をスマートフォンで撮影し、6月に入ってから、旧ツイッターの「X」で、資料の一部とみられる画像がネット上に流出した。SNSの投稿は後に削除されたが、2千万回以上閲覧されたという。流出した資料とみられる3枚の画像には「嫌われ傾向」「低学力」「フェラがうまい」など交友関係や特徴の担任コメントに加え、「母親うるさい」など家族への言及もあった。

札幌市教育委員会が、5月末に報道機関各社に対して行った発表では
・４月10日（水）午後4時ごろ、A教諭が個人情報の記載された学級編制に係る資料が綴じられたファイルを体育館内のステージ上演台に置き忘れた。
・18日（木）午後6時ごろ、保護者から、自身の子どもが１学年生徒の個人情報が記載されている資料を体育館ステージ上で見たと話している旨学校に電話連絡があり、確認したところ、当該ファイルを発見し、同日回収。
その後、直ちに資料を閲覧した可能性のある人物を特定し、79 名の生徒に聞き取りを実施した。
・5 月20日（月）にすべての調査が終了し、その結果、複数名の生徒が資料を閲覧したことを確認。調査の中で、学校外への流出や SNS 等での拡散は現時点では確認されていない。

・5 月23日（木）午後6時に保護者説明会を実施し、学校長から経緯等について説明と謝罪を行った。
という経緯の説明がなされていた。
6月20日、札幌市教育委員会は、生徒の個人情報を含む資料の画像が外部に流出したことを正式に認め、「配慮にかける表現があった」と謝罪した。
7月8日、札幌市教育委員会は、資料を紛失した教諭に対し、管理職の許可なく資料を持ち出したことや、資料の行方がわからなくなっとことを管理職に報告しなかったなどとして、懲戒戒告処分とした。また校長に対しては、情報管理体制を十分に整えていなかったことや、資料に一部不適切な表現が含まれていたにも関わらず、是正せずに生徒や保護者に不安感を与えたとして、減給1か月の懲戒処分とした。